# Jiří Weiss
Jiří Weiss (Praga, 29 de març de 1913 - Santa Monica, 9 d'abril de 2004) Va ser un director de cinema i guionista nascut a una família jueva benestant a Praga. Weiss va néixer a la comunitat jueva de parla alemanya.
Contra la voluntat del seu pare, va començar a rodar pel·lícules documentals i publicitàries a Txecoslovàquia i més tard a Anglaterra, on va fugir dels alemanys i es va unir a unitats de Txecoslovàquia a la Royal Air Force. Després de la guerra va tornar a Praga i, com a director de guionista, va fer moltes pel·lícules d'èxit com Vlčí jáma (1957) i Romeo, Julie a tma (1959).
Després de la invasió russa que va seguir la Primavera de Praga de 1968 va deixar Txecoslovàquia i es va establir als Estats Units. Va ensenyar cinematografia a Hunter College, Nova York i Santa Barbara.
Després de la Revolució de Vellut va rodar la seva última pel·lícula al seu país, Marta a já (1991).

## Filmografia
- 1947 Uloupená hranice
- 1948 Dravci
- 1950 Poslední výstřel
- 1950 Vstanou noví bojovníci
- 1953 Můj přítel Fabián
- 1955 Punťa a čtyřlístek
- 1956 Robinsonka
- 1956 Hra o život
- 1957 Vlčí jáma
- 1959 Romeo, Julie a tma
- 1961 Zbabělec
- 1962 Zlaté kapradí
- 1963 Promiňte, omyl (telefilm)
- 1966 Třicet jedna ve stínu
- 1966 Vražda po česku
- 1968 Spravedlnost pro Selvina  (telefilm)
- 1990 Marta a já / Martha und ich

## Premis
- 1991 Festival Internacional de Cinema de Vancouver: Marta a já
- 1967 Festival Internacional de Cinema de Sant Sebastià: Conquilla de plata per Vražda po česku
- 1965 Festival Internacional de Cinema de Berlín: premi UNICRIT per Třicet jedna ve stínu
- 1960 Festival Internacional de Cinema de Sant Sebastià: Conquilla d'Or per Romeo, Julie a tma
- 1958 19a Mostra Internacional de Cinema de Venècia: Premi Nou cinema i Premi FIPRESCI per Vlčí jáma
- 1949 Festival Internacional de Cinema de Karlovy Vary: Millor documentació Písen o sletu